# 1547年太平紳士法令
《1547年太平紳士法令》（英語：Justices of the Peace Act 1547；1 Edw 6 c 7）是英格蘭國會的一項法令。
該法令所有當時尚未廢除的部分由《1968年太平紳士法令》第8(2)條及附表5第II部廢除。
《2007年成文法編正法令》第2(1) （页面存档备份，存于）及3(1) （页面存档备份，存于）條，以及附表2第2部 （页面存档备份，存于）為愛爾蘭共和國廢除了該法令。

## 外部連結
- List of repeals in the Republic of Ireland from the Irish Statute Book （页面存档备份，存于）.